# بيتر فريدريش أرندت
بيتر فريدريش أرندت (بالألمانية: Peter Friedrich Arndt)‏ (و. 1817 – 1866 م) هو رياضياتي، وأستاذ جامعي ألماني، توفي في برلين، عن عمر يناهز 49 عاماً.